# شهرستان لا سال (تگزاس)
شهرستان لا سال، تگزاس (به انگلیسی: La Salle County, Texas) یک سکونتگاه مسکونی در ایالات متحده آمریکا است که در تگزاس واقع شده‌است.

## خصوصیات
شهرستان لا سال ۳٬۸۶۹٫۴۶ کیلومترمربع مساحت دارد.